# Clã Fraser de Lovat
O Clã Fraser de Lovat é um clã escocês da região das Terras Altas, Escócia.
O atual chefe é Simon Christopher Joseph Fraser, 16º Lorde de Lovat e 5º Barão de Lovat.